# Feets, Don't Fail Me Now
Feets, Don't Fail Me Now je studijski album ameriškega jazzovskega klaviaturista Herbieja Hancocka, ki je izšel 15. februarja 1979 pri založbi Columbia Records.

## Pregled
To je bil prvi Hancockov album, pri katerem se je Hancock odvrnil od jazza in funka ter se z efekti vocoderja in ponavljajočimi besedili približal bolj komercialnemu zvoku disca. Vse verzije albuma na vinilnih ploščah in zgoščenkah, razen prve, vsebujejo alternativno verzijo skladbe »Tell Everybody«. Originalna verzija skadbe je bila vključena kot bonus skadba v setu Complete Columbia Albums Collection.

## Seznam skladb
| Št.             | Naslov               | Pisec                                                       | Dolžina |
| --------------- | -------------------- | ----------------------------------------------------------- | ------- |
| 1.              | „Butterfly‟          | Herbie Hancock, David Rubinson, Allee Willis, Jeffrey Cohen | 7:41    |
| 2.              | „Trust Me‟           | Hancock, Rubinson, Willis                                   | 5:44    |
| 3.              | „Ready or Not‟       | Ray Parker Jr., Cohen                                       | 6:48    |
| 4.              | „Tell Everybody‟     | Hancock, Rubinson, Bruce Good, Cohen                        | 7:49    |
| 5.              | „Honey from the Jar‟ | Hancock, Cohen                                              | 6:53    |
| 6.              | „Knee Deep‟          | Hancock, Melvin Ragin                                       | 5:43    |
| Skupna dolžina: | Skupna dolžina:      | Skupna dolžina:                                             | 40:38   |

## Osebje

### Glasbeniki
- Herbie Hancock – solo in spremljevalni vokali, klaviature
- James Gadson – bobni
- Eddie Watkins – bas
- Ray Obiedo – kitara
- Bill Summers – tolkala
- Julia Tillman Waters, Maxine Willard Waters, Oren Waters in Luther Waters – spremljevalni vokali
- Ray Parker, Jr. – kitara (3), bobni (3)
- Coke Escovedo – timbales (3)
- Sheila Escovedo – konge (3)
- James Levi – bobni (2, 6)
- Freddie Washington – bas (6)
- Wah Wah Watson – kitara (6)
- Bennie Maupin – sopranski saksofon (6)

### Produkcija
- Producenti: David Rubinson & Friends Inc. in Herbie Hancock
- Pomočnik producenta: Jeffrey Cohen
- Inženiring: Fred Catero in David Rubinson
- Asistenti: Chris Minto, Leslie Ann Jones, Ken Kassie in Cheryl Ward
- Mastering: Phil Brown
- Inženiring (klaviature, vocoder): Bryan Bell